# Ricochet Romance
Ricochet Romance è un film del 1954 diretto da Charles Lamont.
È un western statunitense con Marjorie Main, Chill Wills e Pedro Gonzalez Gonzalez.

## Produzione
Il film, diretto da Charles Lamont su una sceneggiatura di Kay Lenard, fu prodotto da Robert Arthur e Richard Wilson per la Universal Pictures e girato negli Universal Studios a Universal City, California, dal 5 febbraio all'inizio di marzo 1954. Il titolo di lavorazione fu The Matchmakers.

## Distribuzione
Il film fu distribuito negli Stati Uniti dal 1º novembre 1954 al cinema dalla Universal Pictures. È stato distribuito anche in Brasile con il titolo Os Casamenteiros.

## Promozione
La tagline è: "MA KETTLE'S" got a brand new fella...and the ranch is really bustin' out with FUN!.